# 马震武
马震武（1895年—1961年1月29日），字乾佐，号宙丞，道号而布杜里罕俩给，经名穆罕默德·扎米尔，教内尊称四太爷，男，回族，云南他郎（今墨江）人，中国伊斯兰教哲赫忍耶门宦沙沟门宦穆勒什德，固原回族自治州（已撤销）州长，中国伊斯兰教协会副主任。

## 生平
马震武是中国伊斯兰教哲赫忍耶门宦沙沟门宦穆勒什德（世袭教主）。1920年12月西海固大地震，其父马元章遇难后，马震武继任第八辈穆勒什德。上任后，马震武继承了父亲马元章的办教宗旨，消除教派矛盾，发展经济，为宗教及文化教育筹措资金。1936年，西征的中国工农红军经过西吉滩时，马震武率教众前去欢迎，并称赞中国共产党的民族平等政策。中华民国时期，马震武历任甘肃省政府委员、国民政府委员、第一届国民大会代表。
中华人民共和国成立后，马震武历任甘肃省人民政府委员、西北行政委员会委员、西北民族事务委员会委员、西海固回族自治区人民政府主席、固原回族自治州州长、中国伊斯兰教协会副主任、宁夏回族自治区筹备委员会委员。
1958年，在反右派斗争中，马震武被打成“极右分子”。1958年8月17日到9月6日，在宁夏银川市召开400余人参加的批斗会，“彻底揭露和批判了伊斯兰教界中的极右分子马震武的反共反人民反社会主义的罪行”。会上宣布撤销马震武的宁夏回族自治区筹备委员会委员、固原回族自治洲州长等全部行政职务，停止马震武的中国伊斯兰教协会副主任职务。1958年10月17日，《人民日报》发表社论《坚决肃清伊斯兰教界中的败类》，社论说：马震武曾投靠日本特务机关，阴谋在中国西北成立“清真国”；全国解放前，马震武和国民党反动统治者朱绍良、马鸿逵等人勾结，并参与国民党反动派镇压甘肃省海原、固原地区回民起义的罪恶活动；后来又妄图阻止中国人民解放军解放大西北；全国解放后，马震武利用宗教颠覆人民政权，先后多次策动和组织反革命武装叛乱，并想组织“伊斯兰教民主党”，成立“宁夏地区回族共和国”；马震武是“一个作恶多端而又毫无悔祸之心的反动分子”。
1961年1月29日，马震武逝世。

## 身后
中共十一届三中全会后，中共宁夏回族自治区党委对马震武的右派问题进行复查，认为1958年马震武并无公开的右派言论，将其划为右派分子是错误的，应予改正；马震武在1952年曾经策动西吉“四二”叛乱，后因其在平息此次叛乱中协助人民政府做了工作，当时已作出对其不予处理的决定。1984年8月，经中共中央批准，中共宁夏回族自治区党委决定，对马震武错划右派问题予以改正。1984年8月28日，对马震武平反一事作了报道。